# Mostra de Venise 1970
La Mostra de Venise 1970 s'est déroulée du 19 août au 1er septembre 1970.
Cette année-là, pas de jury, pas de palmarès. Un hommage est rendu à Orson Welles.

## Films présentés en première
- Wanda de Barbara Loden (USA)
- Les Clowns de Federico Fellini (Italie)